# Епімахія
Епімахія (грец. έπιμαχίαι) — тип міждержавного союзу в Стародавній Греції, який мав виключно оборонне спрямування.
Союзники, які уклали договір, зобов'язувалися надати всі сили для захисту території однієї із сторін, на яку нападав ворог.
Для закріплення договору про епімахію посадові особи держав-союзниць давали усну клятву, яка могла бути в тексті договору. У договір могла бути включена клаузула про поновлення епімахії через певний термін.
Тексти договору викарбовувалися на бронзових дошках, кам'яних плитах або колонах, які виставлялися для загального обговорення на агорі в кожному з союзних міст. Також вони могли бути виставлені в Дельфах
або інших місцях, що вважалися священними.